# Soyans
Soyans är en kommun i departementet Drôme i regionen Auvergne-Rhône-Alpes i sydöstra Frankrike. Kommunen ligger i kantonen Crest-Sud som tillhör arrondissementet Die. År 2022 hade Soyans 402 invånare.

## Befolkningsutveckling
Antalet invånare i kommunen Soyans
Referens:INSEE